# 李易 (明朝)
李易（1487年—？），字仲占，號台峰，湖廣郴州永興縣人，民籍，明朝政治人物。

## 生平
嘉靖四年（1525年）乙酉科湖廣鄉試第七十七名舉人。嘉靖八年（1529年）中式己丑科會試第一百二十九名，登第二甲第六十四名進士。授户部主事，歷任户部永平督粮郎中，二十二年任江西饒州府知府。升按察司副使。

## 家族
曾祖李思素，曾任旌表義民；祖父李如瑲，曾任義官；父李永森，曾任壽官。母廖氏；繼母楚氏。严侍下。兄岑；木，监生；東；旦，署教谕、举人；昪，省祭官；旻。弟初；昆；晁；李祦，同科進士；是；曼；昙；杲；昶。